# Tagetes lemmonii
Tagetes lemmonii
Espèce
Classification phylogénétique
Tagetes lemmonii est une espèce de plantes à fleurs de la famille des Astéracées et du genre Tagetes. Il s'agit d'une espèce indigène de l'Amérique du Nord, originaire des États du Sonora et du Sinaloa, dans le nord-ouest du Mexique ainsi que dans le sud de l'Arizona aux États-Unis,.
Noms usuels : œillet passion, yangue, tagète exotique. 

## Description
Tagetes lemmonii est une plante herbacée vivace atteignant parfois plus de 100 cm de haut pour 80 cm de large.
Les feuilles vertes finement découpées peuvent atteindre jusqu'à 12 cm de long, et sont composées pennées avec 3-5 folioles étroitement lancéolées et dentées.
La plante produit de nombreux petits capitules regroupés en corymbes. Chaque capitule comprend 3-8 fleurs ligulées et 12-30 fleurons.

## Étymologie
Le genre est nommé d'après Tagès, une divinité étrusque qui aurait émergé de la terre tout juste labourée. Ceci fait référence aux tiges printanières qui percent le sol lors du rejet de souche.
L'espèce est nommée en l'honneur de John Gill Lemmon, mari de la botaniste américaine Sarah Plummer Lemmon.

## Utilisation
Tagetes lemmonii est caractérisé par sa floraison automnale tardive, qui peut se prolonger jusqu'au printemps si la plante n'a pas gelé en hiver.
Lorsque le feuillage est frotté, il dégage une forte odeur piquante, fraîche et acidulée, mêlant des senteurs de mandarine, persil et menthe.
Cette espèce très tolérante à la sécheresse en climat méditerranéen est très utilisée dans les jardins californiens où elle tolère sans dommage de brèves gelées.
On peut utiliser les feuilles pour aromatiser du vinaigre, du chocolat ou des desserts. 